# Liste der Bodendenkmäler in Trausnitz
Auf dieser Seite sind die Bodendenkmäler in der Oberpfälzer Gemeinde Trausnitz zusammengestellt. Diese Tabelle ist eine Teilliste der Liste der Bodendenkmäler in Bayern. Grundlage ist die Bayerische Denkmalliste, die auf Basis des Bayerischen Denkmalschutzgesetzes vom 1. Oktober 1973 erstmals erstellt wurde und seither durch das Bayerische Landesamt für Denkmalpflege geführt wird. Die folgenden Angaben ersetzen nicht die rechtsverbindliche Auskunft der Denkmalschutzbehörde.

## Bodendenkmäler der Gemeinde Trausnitz

### Bodendenkmäler in der Gemarkung Söllitz
| Lage               | Objekt | Akten-Nr.     | Bild           |
| ------------------ | --- | ------------- | -------------- |
| Söllitz (Standort) | Archäologische Befunde des Mittelalters und der frühen Neuzeit im Bereich der Katholischen Wallfahrtskirche Vierzehn Nothelfer in Söllitz, darunter die Spuren von Vorgängerbauten bzw. älterer Bauphasen. Siehe auch: Vierzehn Nothelfer (Söllitz) | D-3-6439-0091 | weitere Bilder |

### Bodendenkmäler in der Gemarkung Trausnitz
| Lage                 | Objekt | Akten-Nr.     | Bild                       |
| -------------------- | --- | ------------- | -------------------------- |
| Trausnitz (Standort) | Archäologische Befunde des Mittelalters und der frühen Neuzeit im Bereich der Kapelle St. Wenzeslaus, sog. Versöhnungskapelle in Trausnitz, darunter die Spuren des abgegangenen Langhauses der ehemalige Pfarrkirche und deren Vorgängerbauten. | D-3-6439-0051 | weitere Bilder             |
| Trausnitz (Standort) | Archäologische Befunde des Mittelalters und der frühen Neuzeit im Bereich der Burg Trausnitz im Tal. Siehe auch: Burg Trausnitz im Tal | D-3-6439-0052 | weitere Bilder             |
| Trausnitz (Standort) | Wüstung Kaltenthal, spätmittelalterlicher und frühneuzeitlicher Eisenhammer. Siehe auch: Kaltenthal (Trausnitz) | D-3-6439-0077 | Bodendenkmal D-3-6439-0077 |
| Trausnitz (Standort) | Archäologische Befunde des Mittelalters und der frühen Neuzeit im Bereich der Katholischen Filialkirche St. Peter und Paul in Reisach, darunter die Spuren von Vorgängerbauten bzw. älterer Bauphasen. Siehe auch: St. Peter und Paul (Reisach)  | D-3-6439-0090 | weitere Bilder             |